# LHX8
LHX8 (англ. LIM homeobox 8) – білок, який кодується однойменним геном, розташованим у людей на 1-й хромосомі. Довжина поліпептидного ланцюга білка становить 356 амінокислот, а молекулярна маса — 39 301.
| 10         |  | 20         |  | 30         |  | 40         |  | 50         |
| ---------- |  | ---------- |  | ---------- |  | ---------- |  | ---------- |
| MQILSRCQGL |  | MSEECGRTTA |  | LAAGRTRKGA |  | GEEGLVSPEG |  | AGDEDSCSSS |
| APLSPSSSPR |  | SMASGSGCPP |  | GKCVCNSCGL |  | EIVDKYLLKV |  | NDLCWHVRCL |
| SCSVCRTSLG |  | RHTSCYIKDK |  | DIFCKLDYFR |  | RYGTRCSRCG |  | RHIHSTDWVR |
| RAKGNVYHLA |  | CFACFSCKRQ |  | LSTGEEFALV |  | EEKVLCRVHY |  | DCMLDNLKRE |
| VENGNGISVE |  | GALLTEQDVN |  | HPKPAKRART |  | SFTADQLQVM |  | QAQFAQDNNP |
| DAQTLQKLAE |  | RTGLSRRVIQ |  | VWFQNCRARH |  | KKHVSPNHSS |  | STPVTAVPPS |
| RLSPPMLEEM |  | AYSAYVPQDG |  | TMLTALHSYM |  | DAHSPTTLGL |  | QPLLPHSMTQ |
| LPISHT     |  |            |  |            |  |            |  |            |

A: Аланін

C: Цистеїн

D: Аспарагінова кислота

E: Глутамінова кислота

F: Фенілаланін

G: Гліцин

H: Гістидин

I: Ізолейцин

K: Лізин

L: Лейцин

M: Метіонін

N: Аспарагін

P: Пролін

Q: Глутамін

R: Аргінін

S: Серин

T: Треонін

V: Валін

W: Триптофан

Задіяний у таких біологічних процесах, як транскрипція, регуляція транскрипції, альтернативний сплайсинг. 
Білок має сайт для зв'язування з іонами металів, іоном цинку, ДНК. 
Локалізований у ядрі.